# Allein mit dir
Allein mit Dir (Originaltitel Alone Together) ist ein US-amerikanisches Filmdrama aus dem Jahr 2022. Katie Holmes übernahm Regie, Drehbuch und produzierte auch. Der Film hatte am 14. Juli 2022 beim Tribeca Film Festival Premiere und wurde in Deutschland am 8. Dezember 2022 digital veröffentlicht.

## Handlung
Als 2020 auch in den USA infolge der Corona-Pandemie Lockdowns verhängt werden, verlässt die New Yorker Gastrokritikerin June die Stadt, um mit ihrem Freund John die Zeit in einem Landhaus zu verbringen. Dort trifft sie jedoch auf einen Fremden namens Charlie: Offensichtlich wurde es aus Versehen doppelt vermietet.
Die beiden lassen sich darauf ein, sich die Unterkunft zu teilen, und kommen sich in der erzwungenen Isolation bald nahe.

## Besetzung und Synchronisation
Die deutschsprachige Synchronisation des Films entstand bei der Think Global Media nach einem Dialogbuch von Maria Jany unter der Dialogregie von Maria Jany.
| Figur       | Darsteller      | Deutscher Sprecher |
| ----------- | --------------- | ------------------ |
| June        | Katie Holmes    | Dasha Lehmann      |
| Charlie     | Jim Sturgess    | Markus Pfeiffer    |
| Deborah     | Melissa Leo     | Arianne Borbach    |
| John        | Derek Luke      | Tommy Morgenstern  |
| Großvater   | Ed Dixon        | Mathias Kunze      |
| Jan         | Becky Ann Baker | Judith Steinhäuser |
| Lyft Fahrer | Neal Benari     | Andreas Conrad     |
| Margaret    | Zosia Mamet     | Magdalena Helmig   |

## Belege und weiterführende Informationen
1. ↑   Freigabebescheinigung für Allein mit dir. Freiwillige Selbstkontrolle der Filmwirtschaft (PDF; Prüfnummer: 235969/V).
2. ↑  Allein mit dir in der Deutschen Synchronkartei

- Weitere Filmlinks:
- IMDb: Link |
- Rotten Tomatoes: Link |
- Metacritic: Link |
- Schnittberichte: Link |
- TMDb: Link |
- Letterboxd: Link |
- bearbeiten